# Gundamvaripalli, Bagepalli
Gundamvaripalli là một làng thuộc tehsil Bagepalli, huyện Kolar, bang Karnataka, Ấn Độ.